# Ruth Noller
 (juin 2023).
Ruth Noller, née Ruth Brendel le 6 octobre 1922 et morte le 3 juin 2008 à Sarasota en Floride, est une ingénieure et universitaire américaine. Elle est surtout connue pour avoir développé une formule de la créativité dans une perspective pédagogique.

## Biographie
Originaire de Buffalo dans l'État de New York, Ruth Brendel a rejoint la Réserve Navale des États-Unis en tant qu'officier de génie mathématique pendant la Seconde Guerre mondiale. Affectée à l'université Harvard, elle est formée à la programmation informatique, la deuxième femme à occuper ce poste. Après la guerre, elle enseigne les mathématiques à l'université de Buffalo, où elle s'implique dans l'établissement d'un institut de recherches sur la créativité, le Creative Problem Solving Institute (CPSI). Le CPSI est transféré dans University Buffalo State College (en) en 1967, où Ruth Noller devient professeure associée. En 1982, elle prend sa retraite, en tant que professeure émérite de l'université d'État de New York (SUNY) pour son travail novateur dans le domaine de la créativité et son service à l'université.

## Équation symbolique de la créativité
Ruth Noller est connue pour avoir développé une équation symbolique de la créativité. Dans sa formule, C = fa(C,I,E), elle indique que la créativité (C) est une fonction (f) de la connaissance (C), de l’imagination (I) et de l’évaluation (E) reflétant une attitude (a) interpersonnelle envers l’utilisation bénéfique et positive de la créativité.
En 2015, la Creative Education Foundation annonce la création de la bourse d'études Ruth B. Noller, pour les travaux novateurs dans le domaine de la créativité.